# Trabzon (provincie)
Trabzon is een provincie in Turkije.Vroeger bekend als Trapezus. De provincie is 4495 km² groot en heeft 975.137 inwoners (2000). De hoofdstad is het gelijknamige Trabzon. Het is de thuisbasis van de voetbalclub Trabzonspor.
De stad ligt 346 km ten oosten van Samsun.

## Bevolking
De provincie Trabzon telt 786.326 inwoners (31.12.2017). De bevolking is licht gestegen ten opzichte van 740.569 inwoners in 2007. In 2017 woont een meerderheid in twee (van de in totaal achttien) districten:  Ortahisar met 333 duizend inwoners en  Akçaabat met 122 duizend inwoners. De kleinste districten qua inwoners zijn  Hayrat (6,7 duizend),  Köprübaşı (4,3 duizend) en  Dernekpazarı (3,5 duizend). 
De bevolking is, net als de rest van Turkije, in een rap tempo aan het  urbaniseren. De urbanisatiegraad bedraagt 56% in 2012: een forse stijging ten opzichte van 18% in het jaar 1965. 
Trabzon is ouder dan de rest van Turkije. De gemiddelde leeftijd is 34,2 jaar (vergeleken met een Turkse gemiddelde van 30,4 jaar). Er wonen bijna 160.000 kinderen in de leeftijdscategorie van 0 tot en met 14 jaar. Dat is 19,9% van de bevolking. Het aantal ouderen, vanaf de leeftijd van 65 jaar, bedraagt iets meer dan 90.000. Daarmee vormen zij 11,6% van de bevolking. 
In het jaar 2016 was zo'n 1,3% van de bruiden in Trabzon tussen de 16 en 17 jaar oud. Dat is, op provincie  Tunceli na, het laagste percentage in Turkije.

## Bestuurlijke indeling

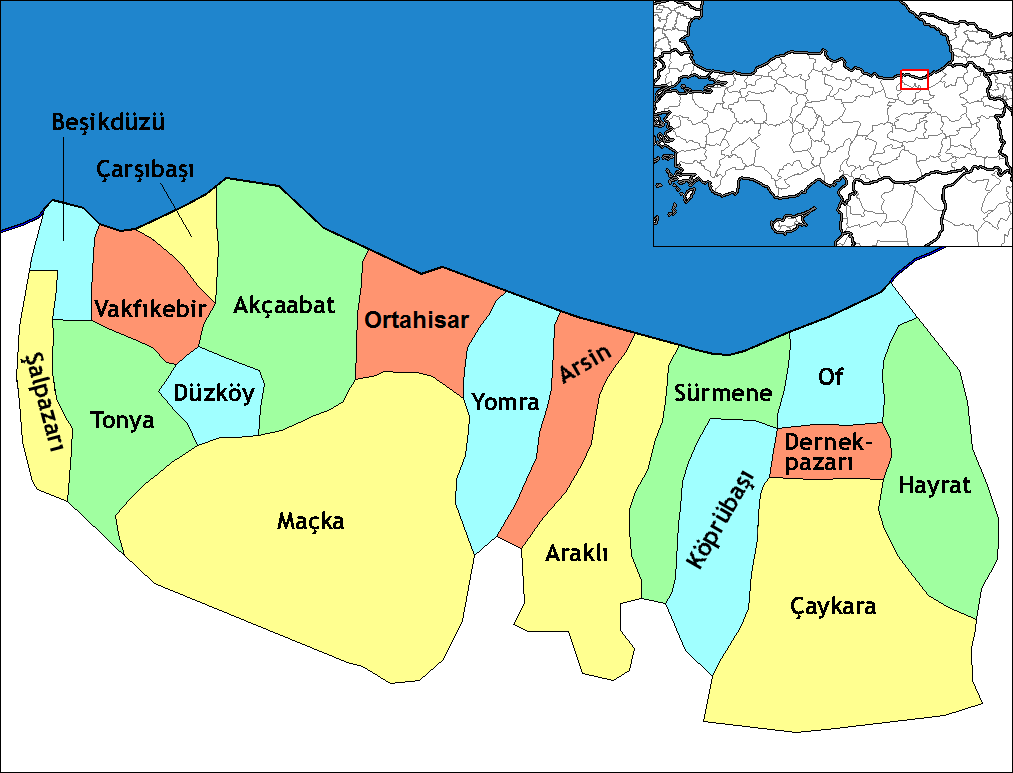
Districten van Trabzon

### Districten
De provincie bestaat uit de volgende 18 districten:
| - Akçaabat - Araklı - Arsin - Beşikdüzü - Çarşıbaşı | - Çaykara - Dernekpazarı - Düzköy - Hayrat - Köprübaşı | - Maçka - Of - Şalpazarı - Sürmene - Tonya | - Trabzon - Vakfıkebir - Yomra |